# Onufry Kopczyński

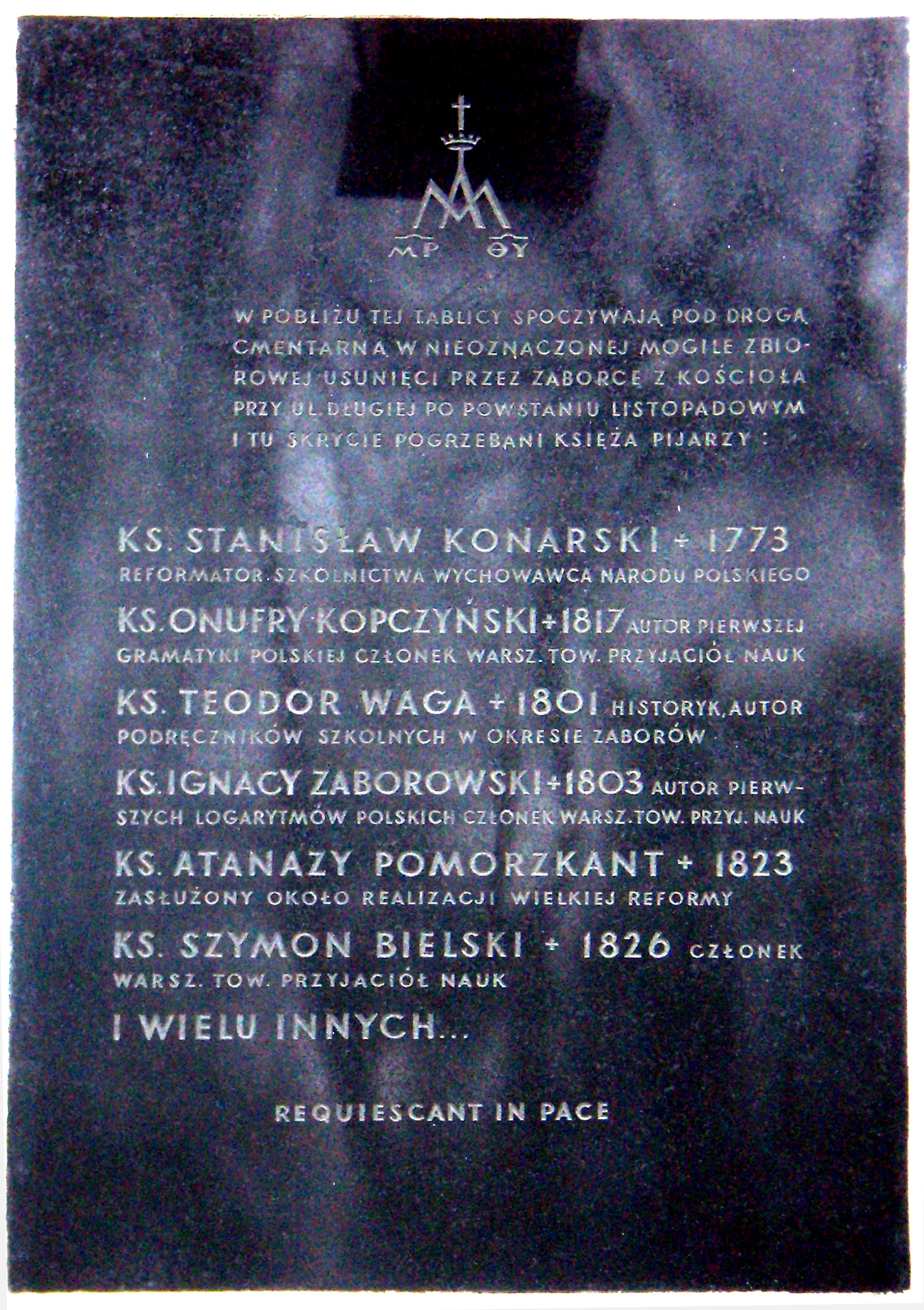
Tablica oznaczająca grób
o. Onufrego Kopczyńskiego w zbiorowej mogile (kościół św. Karola Boromeusza na cmentarzu Powązkowskim) wmurowana
z inicjatywy o. Innocentego Buby

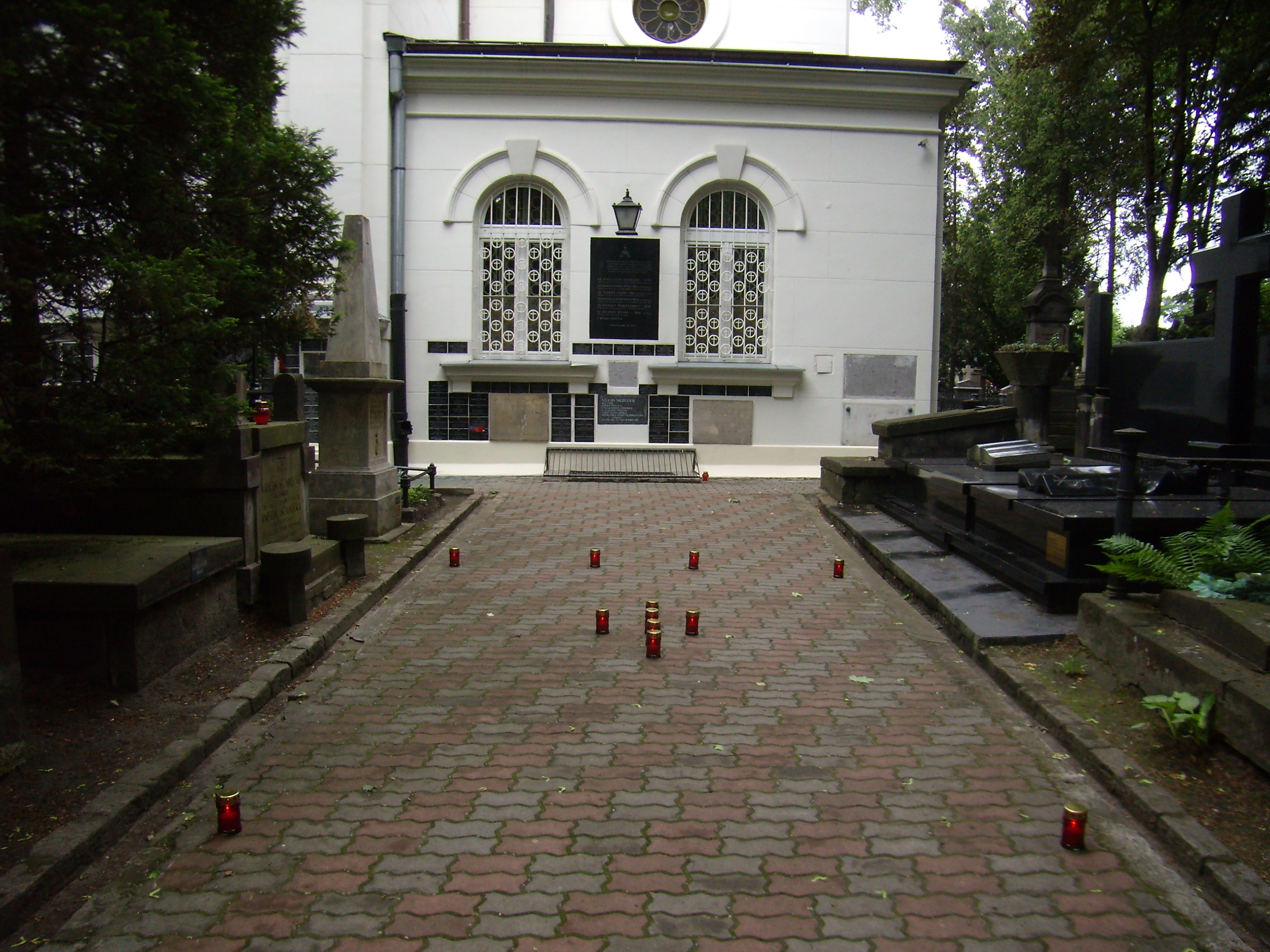
Grób Onufrego Kopczyńskiego na cmentarzu Powązkowskim – alejka, pod którą znajduje się zbiorowa mogiła

Onufry Kopczyński SchP, właściwie Andrzej Kopczyński, krypt.: X. K. S. P. (ur. 30 listopada 1735 w Czerniejewie k. Gniezna, zm. 14 lutego 1817 w Warszawie) – ksiądz pijar, poeta łaciński, pedagog, językoznawca, prekursor badań nad polską gramatyką, autor pierwszego podręcznika gramatyki języka polskiego, członek konfederacji targowickiej, członek Izby Edukacyjnej Księstwa Warszawskiego w 1808 roku.
Pracom Kopczyńskiego przypisuje się istotną rolę w zachowaniu tożsamości narodowej Polaków pozbawionych własnego państwa narodowego. Jego zasługą było wprowadzenie polskiej terminologii gramatycznej. Ze względu na wzorową metodykę jego podręczniki były przez dziesiątki lat używane w polskich szkołach.

## Życiorys
Na chrzcie otrzymał imię Andrzej. Uczył się w szkołach pijarskich, m.in. w Rzeszowie i Warszawie, a w roku 1752 wstąpił do zgromadzenia tego zakonu w Podolińcu, przyjmując imię Onufry. Dwa lata później (1754) przyjął święcenia kapłańskie. Studia zakonne odbywał kolejno w: Rzeszowie (1755), Międzyrzeczu (1756–1757) i Krakowie (1761–1762).
Nauczyciel w szkołach pijarskich. Był wykładowcą gramatyki w Radomiu (1758); poezji w Piotrkowie (1759–1760); a następnie wyłącznie retoryki: nowicjat w Podolińcu (1763), w Rzeszowie (1764), w Złoczowie (1765–1767), nowicjat w Rzeszowie (1768) i ponownie w Podolińcu (1769–1771). W latach 1772–1773, w roli wychowawcy Antoniego Wisłockiego, przebywał w Wiedniu i Paryżu. Od roku 1774 nauczał wymowy w Collegium Nobilium pijarów w Warszawie, skąd został zwolniony (1778) z powodu choroby oczu. W latach 1780–1792 członek Towarzystwa do Ksiąg Elementarnych, w latach 1807–1812 współpracownik Stanisława Kostki Potockiego w Izbie Edukacyjnej Księstwa Warszawskiego, uważał się za ucznia Stanisława Konarskiego.
Pełnił funkcję (1783–1794) prefekta Biblioteki Rzeczypospolitej – Załuskich wprowadzając nowy podział książek.
5 listopada 1794 dokonał bohaterskiego czynu. Podczas gdy inni z przerażeniem przyglądali się rzezi Pragi, ks. Onufry Kopczyński, ryzykując śmierć z rąk żołnierzy rosyjskich, zaopatrzony w żywność, odzież i środki medyczne, mimo zerwanego mostu, przeprawił się łodzią z dwoma rybakami Sitkiewiczami (ojciec i syn) przez Wisłę do Pragi, zdobytej i zajętej przez wojska rosyjskie, aby udzielić pomocy humanitarnej i nieść wsparcie duchowe ocalałym z rzezi. „Ks. Kopczyński opatrzył rannych, odział nagich, głodnym pokarm dostatni zostawił, a wzmocniwszy ich na duszy słowy Zbawiciela, szczęśliwie wraca w mury Warszawy!”.
W latach 1799–1802 więziony przez austriackie władze zaborcze, od 1802 członek Towarzystwo Przyjaciół Nauk w Warszawie, 1804–1807 prowincjał Pijarów. W 1812 roku przystąpił do Konfederacji Generalnej Królestwa Polskiego. 30 listopada 1816 podczas uroczystości z okazji 81 urodzin otrzymał złoty medal za Gramatykę języka polskiego z rąk Stanisława Kostki Potockiego.
Pochowany w kościele o.o. pijarów przy ul. Długiej. Po powstaniu listopadowym, gdy rosyjskie władze zaborcze przekazały kościół Rosyjskiej Cerkwi Prawosławnej, skrycie pochowany w zbiorowej, nieoznaczonej mogile pod alejką między kwaterami 7 i 9 na cmentarzu Powązkowskim (miejsce mogiły wskazuje tablica z napisem: „w pobliżu tej tablicy spoczywają pod drogą cmentarną w nieoznakowanej mogile zbiorowej usunięci przez zaborcę z kościoła przy ul. Długiej po Powstaniu Listopadowym i tu skrycie pogrzebani księża pijarzy:... ks. Onufry Kopczyński +1817 autor pierwszej gramatyki polskiej, członek Warszawskiego Towarzystwa Przyjaciół Nauk... I wielu innych... Requiescant in pace” wmurowana z inicjatywy o. Innocentego Buby – zob. zdjęcie).
Jako gramatyk zasłużył się przede wszystkim napisaniem na polecenie Komisji Edukacji Narodowej podręcznika Gramatyka dla szkół narodowych z lat 1778–1781 (i opracowania metodyki w Przypisach dla nauczycieli), w którym wprowadził polską terminologię gramatyczną. Za opracowanie gramatyki polskiej otrzymał z rąk Stanisława Augusta medal „Merentibus”. Był też autorem Nauki czytania i pisania (1785) i Elementarza dla szkół parafialnych narodowych (1785). Już po jego śmierci, w roku 1817, wydano Gramatykę języka polskiego.

## Twórczość

### Ważniejsze dzieła

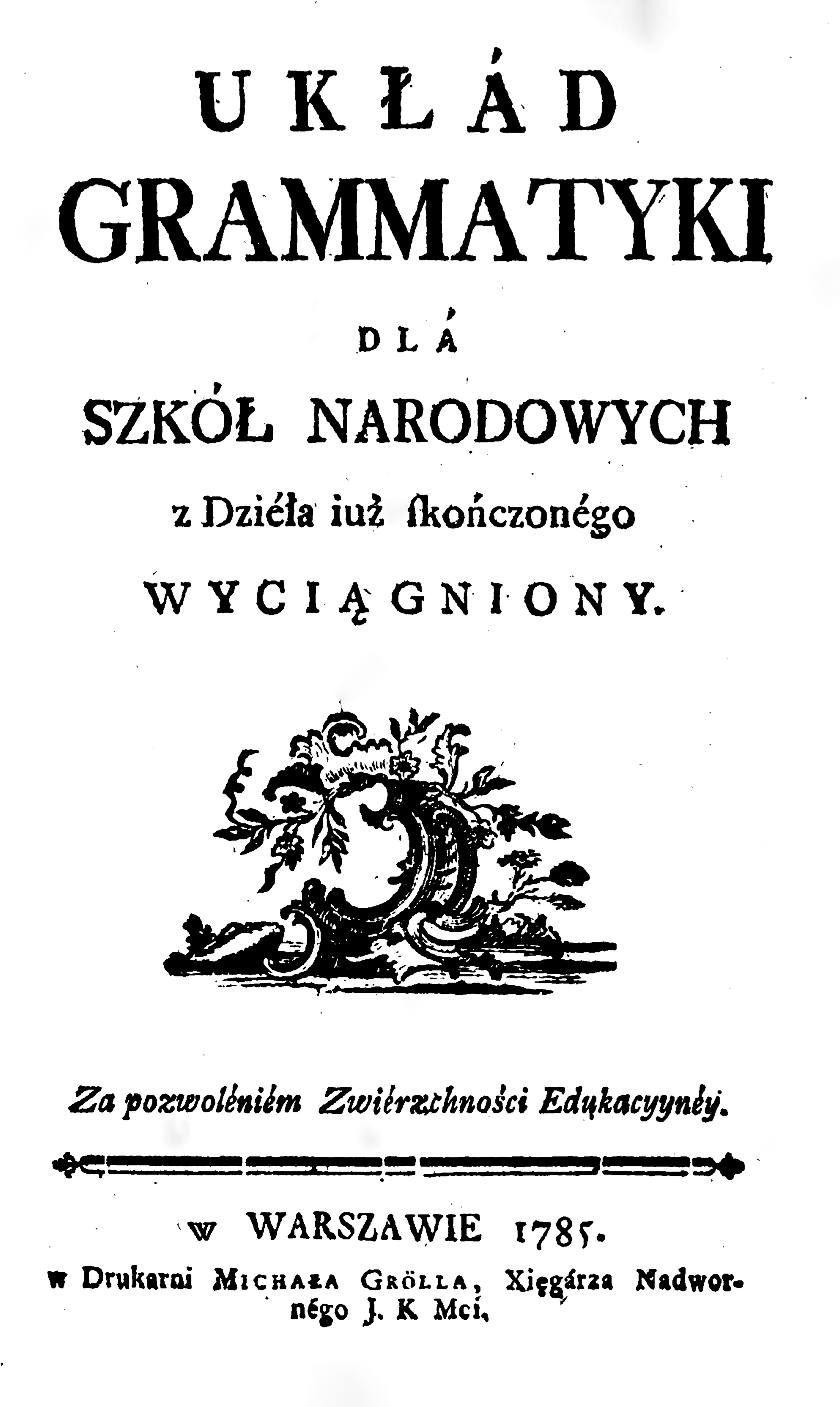
Uklad Grammatyki dla szkół narodowych z 1785 roku wydane z inicjatywy Towarzystwa do Ksiąg Elementarnych.

1. Monumentum Catharinae Secundae (oraz) Mathaeo principi Radivilio poeta Petropolim S. P. (Warszawa 1776)
2. Gramatyka dla szkół narodowych na klasę I (Warszawa) 1778, wyd. następne: (Warszawa) 1780; wyd. 4 brak miejsca wydania 1784; wyd. 5 Kraków 1786; wyd. 7 Kraków 1789; wyd. 9 Kraków 1793; wyd. 11 Warszawa 1796; Warszawa 1800; Warszawa 1803; Wilno 1806; Wilno 1807; Wilno 1809; Kraków 1809; Kraków 1810; Kraków 1815; Warszawa 1816[10] (3 wydania); Warszawa 1818; Kraków 1819; Warszawa 1825; Warszawa 1829; Warszawa 1830; Warszawa 1835[11]; Wilno 1838; fragmenty z wyd. 1 przedr. Z. Florczak, L. Pszczołowska w: Ludzie Oświecenia o języku i stylu t. 2, Warszawa 1958
3. Gramatyka dla szkół narodowych na klasę II (Warszawa) 1780, wyd. następne: Warszawa 1781; Kraków 1780 (właściwie: 1784); Warszawa 1784; Kraków 1789; Warszawa 1791; Wilno 1794; Warszawa 1804; Warszawa 1806; Wilno 1807; Warszawa 1808; Kraków 1809; Wilno 1809; Wilno 1810; Wilno 1813; Warszawa 1816[12]; Warszawa 1818; Wilno 1830; Warszawa 1830 (2 wydania); Warszawa 1834[13] (3 wydania); Wilno 1839; fragmenty z wyd. 1 przedr. Z. Florczak, L. Pszczołowska w: Ludzie Oświecenia o języku i stylu t. 2, Warszawa 1958
4. Gramatyka dla szkół narodowych na klasę III (Warszawa) 1781, wyd. następne: (Warszawa) 1783; Kraków 1787; brak miejsca wydania 1794; brak miejsca i roku dwóch kolejnych wydań; Warszawa 1804[14]; Warszawa 1806; Wilno 1807; Wilno 1809; Kraków 1809; Warszawa 1813[15]; Warszawa 1816; Warszawa 1818; Krzemieniec 1822; Warszawa 1828[16]; Warszawa (1831); Wilno 1831; Wilno 1839; fragmenty z wyd. 1 przedr. Z. Florczak, L. Pszczołowska w: Ludzie Oświecenia o języku i stylu t. 2, Warszawa 1958; brulion autorski gramatyki łacińsko-polskiej w 3 częściach w roku 1780 napisanej – w Bibliotece Narodowej, nr akcesji 6934 (Archiwum Wilanowskie, sygn. 208)
5. Elegia in obitum Juliannae comitis de Stackelberg conjugis legati ad Rempublicam Polonam Serenissimae Imperatricis Russiae, Warszawa 1781
6. Rozdział o szkołach parafialnych, w zbiorze: Projekt Ustawy Komisji Edukacji Narodowej dla stanu akademickiego i na szkoły w krajach Rzeczypospolitej przepisane, Warszawa 1781; także wyd. następne: wyd. zmienione: Ustawy Komisji Edukacji Narodowej..., Warszawa 1783 (tu: rozdz. XXII: Szkoły parafialne); wyd. 2 Wilno 1819; wyd. S. Sobieski, Lwów 1872; Warszawa 1902; wyd. J. Lewicki w: Ustawodawstwo szkolne za czasów Komisji Edukacji Narodowej, Kraków 1925; wyd. S. Tync w: Komisja Edukacji Narodowej, Wrocław (1954), Biblioteka Narodowa seria I, nr 126
7. Elegia in stemma Stanislai Augusti Poniatowski regis Poloniae, Warszawa 1782
8. Zbior nauki: I chrześcijańskiej, II obyczajowej[17], Warszawa 1784; wyd. następne pt. Zbiór nauki chrześcijańskiej i obyczajowej, Warszawa 1786 (2 wydania); Warszawa 1794; wyd. 5 Warszawa 1804; Warszawa 1812; Warszawa 1815; Krzemieniec 1817; Warszawa 1817[18] (3 wydania); Kraków 1818; Warszawa 1818 (2 wydania); Warszawa 1819; Lublin 1823; Warszawa 1830[19]; Warszawa 1840; Warszawa 1846; Warszawa 1858
9. Układ Gramatyki dla szkół narodowych z dzieła już skończonego wyciągniony, Warszawa 1785; fragmenty przedr.: S. Tync, jak wyżej poz. 6; J. Lubieniecka w: Reforma programu Komisji Edukacji Narodowej. Wybór tekstów, Warszawa (1962)
10. Nauka czytania i pisania, wydano jako cz. 1 w: Elementarz dla szkół parafialnych narodowych, Kraków 1785; wyd. następne: Kraków 1792; Wilno 1808; Kraków 1810[20]; Wilno 1820
11. Uwagi nad projektem J. P. Fiałkowskiego, profesora literatury w Akademii Krakowskiej (1787), rękopis: Biblioteka PAN Kraków, sygn. 227/I; wyd. M. Chamcówna, Pamiętnik Literacki rocznik 41 (1950), zeszyt 3/4; Z. Florczak, L. Pszczołowska, jak wyżej poz. 2
12. Pileus libertatis symbolon et palladium quo usus est Stanislaus Augutus Poloniarum rex, dum, memorabili die 3 Maii 1791 ad cantandum Ambrosianum hymnum, iret in ecclesiam, aeviternae memoriae ac cultui in Zaluscina Reipublicae Bibliotheca dicatus (Warszawa 1791); przekł. polski: M. Wyszkowski: Czapka znak i puklerz wolności..., brak miejsca wydania (1791); pt. Czapka znamię wolności i paladium..., brak miejsca wydania (1791)
13. Ad quosdam Polonos diffidentes adhuc rebus patriis (Warszawa) 1792
14. Tabela kościołów, kwestarek i asystentów, do wybierania we dni świętalne i niedzielne jałmużny patriotycznej dla osób biednych, z okoliczności najszczęśliwszej rewolucji cierpiących (Warszawa 1794 – 2 wydania)
15. O duchu języka polskiego... Wstęp na posiedzeniu publicznym d. 16 listopada 1804[21] (Warszawa 1804), przedr. Rocznik Towarzystwa Warszawskiego Przyjaciół Nauk, t. 4 (1807)
16. Prawa studentów pijarskich[22], Warszawa (1806); wyd. następne: brak miejsca wydania (1806); Krzemieniec 1819 (razem z poz. 17)
17. Prawidła przystojności i obyczajności dla studentów pijarskich[23], Warszawa 1806; wyd. następne: Warszawa 1810; Warszawa 1816; Krzemieniec 1819 (razem z poz. 16)
18. Treść gramatyki polskiej... służąca za wstęp do nauk filozoficznych[24], Wilno 1806
19. Essai de grammaire polonaise pratique et raisonnée pour les François, Warszawa 1807
20. Nauka o dobrym piśmie. Przez... z przyszłej jego gramatyki polskiej wyjęta, Warszawa 1807; wyd. następne Warszawa 1816
21. Poprawa błędów w ustnej i pisanej mowie polskiej, Warszawa 1808
22. De Varsaviensi convictu, Martem inter atque Minervam certamen, a Galliarum legato Varsaviae residente, J. Serra armis et scriptis inclyto, diremptum Carmen historicum, brak miejsca wydania 1808
23. Religiosus et sapiens princeps Fredericus Augustus rex Saxoniae et dux Varsaviae religionis et literarum in scholis piis stator. Epigramma, brak miejsca wydania 1809; wyd. następne: brak miejsca wydania 1811; Wilno 1838
24. Kalendae Octobris a. 1814 ad congressum Vindobonensem[25], brak miejsca wydania 1814; przekł. polski: J. D. Minasowicz: Do kongresu wiedeńskiego..., brak miejsca wydania (1814); przekł. francuski (1815)
25. Ad Alexandrum Rossiarum Imperatorem[26], Warszawa 1816; przekł. polski: J. D. Minasowicz, Korespondent Warszawski 1816, nr 81; tekst polski i łaciński przedrukowano pt. Do N. Aleksandra I C. W. R. K. P. w: J. D. Minasowicz, Twory t. 3, Lipsk 1844; także wyd. następne Lipsk 1872; przekł. francuski (1816)
26. Gramatyka języka polskiego. Dzieło pozgonne[27], Warszawa 1817
27. Wyjątek z rękopisma ks. Kopczyńskiego. (Z Dykcjonarza polskiego), Pamiętnik Warszawski t. 6 (1823).

Kilka tysięcy tablic, w których ułożył wyrazy polskie według swego systemu (według 8 części mowy i według zakończeń), Kopczyński złożył „na wieczną pamiątkę” w Bibliotece Załuskich. Kilka pism edukacyjnych Kopczyńskiego wydał Z. Kukulski w: Źródła do dziejów wychowania i szkolnictwa w Polsce z doby Izby Edukacji Publicznej, 1807–1812, Lublin 1931.

### Listy i materiały
- Do I. Potockiego z lat 1783–1784, rękopis w Archiwum Głównym Akt Dawnych (Archiwum Wilanowskie, sygn. 279b/II)
- Do Jana Śniadeckiego z roku 1785 i 1808, rękopis: Biblioteka Jagiellońska, sygn. 3131
- Korespondencja z A. Osińskim, fragmenty ogł. A. Osiński: Pochwała ks. O. Kopczyńskiego[28], Rocznik Towarzystwa Warszawskiego Przyjaciół Nauk t. 12 (1818)[29] i odb.; wyd. 2 Warszawa 1819
- Kwit dla Wydziału Instrukcji z 7 lipca 1794; podanie w imieniu Deputacji Ratunkowej pisane do Wydziału Instrukcji w sprawie pokrycia kosztów druku publikacji Deputacji, dat. 10 lipca 1794, ogł. H. Oprawko, J. Szczepaniec, Ze skarbca kultury zeszyt 16 (1964), s. 252–253.

## Pamięć o ks. Onufrym Kopczyńskim
W Polsce znajdują się trzy ulice jego imienia (2009) w: poznańskiej dzielnicy Piątkowo, w Rzeszowie i Gorzowie Wielkopolskim. W Poznaniu, w dzielnicy Św. Łazarz, znajdują się ogródki działkowe jego imienia. W Czerniejewie, na placu noszącym jego imię, znajduje się obelisk z zabytkowym medalionem. Patronuje czterem szkołom:
- dwóm podstawowym: w Żydowie i Czerniejewie
- Gimnazjum w Czerniejewie[31] (od 1972)[32] i pijarskiej (szkoła podstawowa i gimnazjum) w Warszawie[7].

Do roku 1944 w kościele Matki Bożej Łaskawej w Warszawie znajdowało się epitafium z popiersiem ks. Onufrego Kopczyńskiego, przeniesione w 1834 z kościoła św. Pryma i Felicjana, po jego uprzednim przekazaniu na cerkiew prawosławną przez Iwana Paskiewicza.